# Euxoa mustaga
Euxoa mustaga là một loài bướm đêm trong họ Noctuidae.